# Fonográf

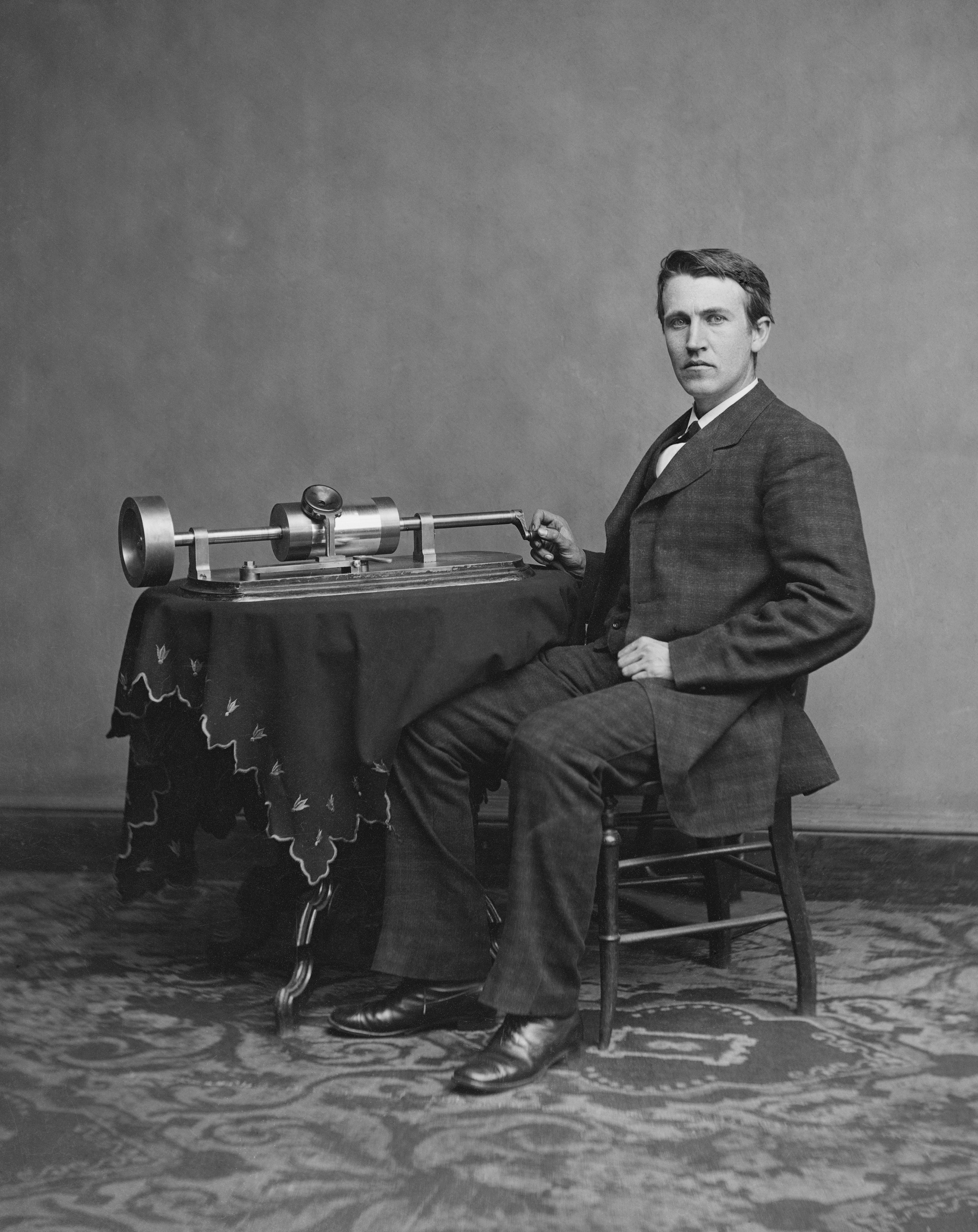
Thomas Alva Edison korai fonográfja

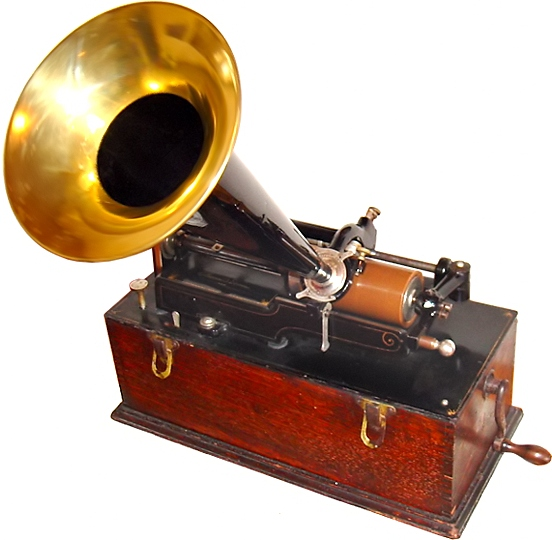
Az Edison-féle hengeres fonográf

A fonográf (görög szó, magyar jelentése: hangíró készülék) az első olyan  hangfelvételre és lejátszásra is alkalmas készülék volt, mely a gyakorlatban is bevált. Thomas Alva Edison találmánya volt, 1877-ben készült el az első működő készülék. A különféle harangjátékok, zenélődobozok, gépzongorák már korábban is képesek voltak hangokat, vagy akár összetettebb dallamokat visszaadni, de a fonográf megjelenéséig valós hangok rögzítésére és visszajátszására nem volt lehetőség.
A fonográf és a hozzávaló henger használatának évtizedei alatt számtalan fejlesztésen ment át. Az első készülékek még csak néhány szó alig érthető rögzítésére voltak képesek, az utolsó műsoros hengerek négy percnyi, akkori szinten jó minőségű zenét tároltak. Készültek miniatűr, beszélő babákba szerelt fonográfok ugyanúgy, mint asztali, vagy nagy méretű álló készülékek.
A gyakorlatilag bármilyen lemezjátszóval lejátszható gramofonlemezekkel szemben a fonográfhengerek lejátszására semmilyen modernebb eszköz nem szolgál.

## Feltalálása és fejlesztése
Edison eredeti célja egy táviratokat papírszalagra rögzítő, majd a rögzített üzeneteket bármikor újra feladni képes készülék kifejlesztése volt. Ennek kapcsán elkezdett kísérletezni telefonbeszélgetések papírszalagra rögzítésével, de különösebb eredmény nélkül. A következő ötlete egy vékony ónfóliával bevont henger volt. A kézirajzból munkatársa, John Kruesi 30 óra alatt elkészítette az első kezdetleges, de már működő kísérleti készüléket. A hagyomány szerint mindössze néhány szó rögzítésére volt képes, ez a „Mary had a little Lamb” gyerekdal egy sora volt, a tekercs néhány lejátszás után tönkre is ment. Úgy tartják, ez az esemény 1877. augusztus 12-én volt, de Edison titkárának naplója szerint a valós dátum december eleje. A szabadalmi kérelmet december 24-én nyújtották be és 1878. február 19-én kapták meg. Edison 1878. január 24-én a készülékek gyártására megalapította az Edison Speaking Phonograph Company céget. A készüléket tíz éven keresztül folyamatosan fejlesztették, bevezették a viaszhengert, kicserélték a tűket, újabb tipusokat vezettek be, mint az „Improved Phonograph” és a „Perfected Phonograph”. A készülékek forgalmazására 1887-ben megalapították az Edison Phonograph Company céget.
A készülék igen sikeres volt, de forgalmazását szabadalmi okok nehezítették, cégek szűntek és alakultak meg jogi okokból, majd 1896-ban megalapították a National Phonograph Company céget. A készülék fejlesztése is tovább folyt. Bevezették a felhúzós motorokat, ezután nem kellett a tengelyt egyenletes tempóban folyamatosan forgatni. 1898-ban készült el a klasszikus Edison Standard Phonograph.

## Működési elve

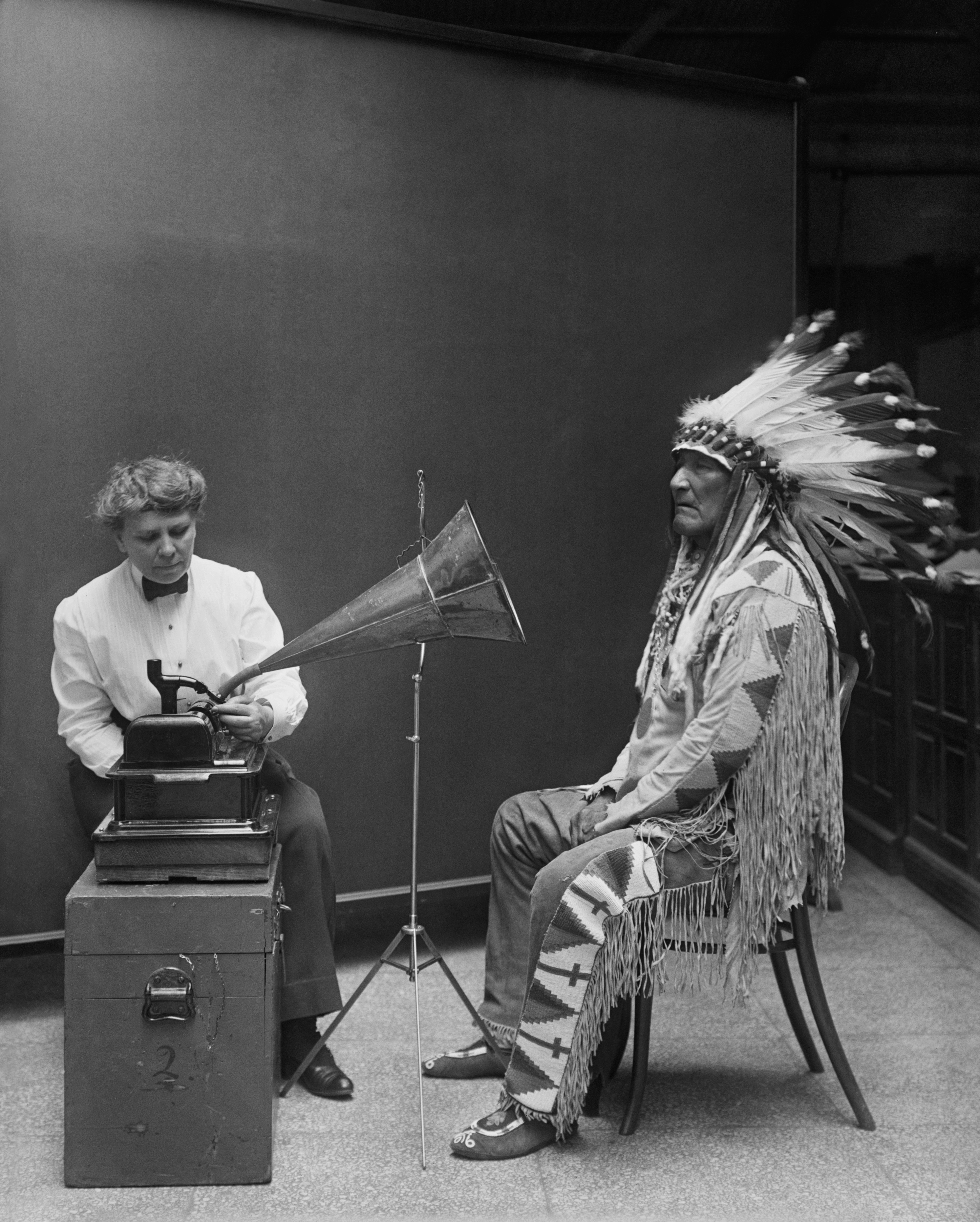
Egy blackfoot kanadai indián főnök hangjának felvétele. A piegan nyelv azóta kihalt.

A hangot egy tölcsér gyűjti össze, ennek végén egy membrán található, amelyet a hang rezgésbe hoz. A membránhoz egy acéltű kapcsolódik, amely egy forgó viaszhengerre spirálisan belekarcolja a hangnak megfelelő rezgéseket. Viasz helyett eleinte vékony ónréteggel bevont hengereket is használtak. A visszajátszás ennek pontosan a fordítottja volt. A hengerre rögzített barázda megmozgatta a tűt, az átadta a rezgéseket a membránnak, majd a tölcsér hallhatóra erősítette a hangot.
A készülék alapja két, egymással szinkronban forgó vízszintes fémtengely. Az alsóra kellett ráhúzni a hengert, a vele szinkronban forgó felső tengelyen spirálbarázda volt, amely a hangszedő tűt a henger minden fordulatánál annyival elmozgatta, hogy a tű pontosan kövesse az alatta lévő barázdát. A készüléket eleinte kézzel kellett tekerni, később felhúzós motor működtette. A jel rögzítése vertikálisan történt, nagyobb jel mélyebb barázdát vágott a hengerbe.
A hangminőség eleinte gyenge volt, a játékidő 2 perc, a hengerek élettartama nem volt több, mint néhány tucat lejátszás. Később új hengeranyagok kikísérletezésével a hangminőség jelentősen javult, a műsoridő 4 percre növekedett. A hordozható, viszonylag kis méretű fonográfkészülékek évtizedeken át használatban maradtak, egyetlen lehetőségként házi, vagy stúdión kivüli hangrögzítésre a magnetofon megjelenéséig. Használták diktafonként, népdalok gyűjtésére, vagy híres emberek hangjának megörökítésére.

## Műsoros fonográfhengerek
Már a korai időkben is adtak ki gyárilag készített műsoros hengereket is, de a hangminőség igen gyenge volt, valamint sokáig megoldhatatlannak bizonyult a műsoros hengerek iparszerű tömeggyártása, minden egyes hengert egyenként vettek fel a stúdiókban, egyszerre több tucat felvevő készüléket használtak. Kereskedelmi mennyiség elkészítéséhez igen sokszor el kellett játszani ugyanazt az előadást. A tömeggyártás később megoldódott, a műsoros fonográfhengerek fénykora az 1910-es  években volt. Még bevezették az addigi legjobb hangminőséget nyújtó úgynevezett Blue Amberol hengereket, de a Berliner féle gramofon a hanglemezek gyors és olcsó tömeggyártásával, a hosszabb élettartammal, valamint a jobb hangminőséggel lassan fölékerekedett a műsoros fonográfhengereknek. A hengerekhez hűséges vásárlók végett a műsoros hengerek gyártása 1929-ig fennmaradt. Mivel a gramofon házilagos hangrögzítésre nem volt alkalmas, a fonográf afféle diktafonként a magnetofonok megjelenéséig  használatban maradt.

## A fonográf a Pallas lexikon alapján
Erős alapzaton nyugvó fémágyakon vízszintes fémtengely foroghat a vele szilárdan összefüggő fémhengerrel együtt. A tengely és henger pontosan kidolgozott és teljesen egyforma magasságú csavarmenettel van ellátva, s a bal oldali tengelyágy anyacsavarul is szolgál a tengely számára úgy, hogy a tengely a hengerrel együtt minden teljes fordulásnál egy csavarmenettel halad előre (vagy hátra) vízszintes irányban. A hengert sima ónlemezzel (sztaniol) borítják be s ezzel a jelek elfogadására alkalmassá van téve. A jeladó készülék áll egy kör alakú csillámlemezből (membrán), mely rézfoglalatba van illesztve. A foglalatra tölcséres cső erősíthető, melybe belebeszélnek vagy énekelnek. A csillámlemez közepére a henger felé néző oldalon kis fémlemez van erősítve, mely acélcsúcsban végződik. E csúcsra acélrugó nyom, mely maga is tompa acéltűvel van ellátva s midőn a hengert forgatják s a csillámlemez nincs rezgésre kényszerítve (pl. beszéd által), az acéltű a hengert borító ónlemezen a csavarmenetek mélyedéseihez illeszkedő barázdákat szánt. Megjegyzendő, hogy a csillámlemezt körülfogó foglalat erős tartón nyugszik, mely csavarok segélyével úgy igazítható, hogy a barázdákat szántó acéltű éppen a csavarmenet közepébe illeszkedik. Ha most a hengert egyformán forgatva, a csillámlemez felé beszélnek vagy énekelnek (jó közelről), akkor a csillámlemez rezgéseket végez, melyek az acéltűvel közlődvén, mélyedéseket okoznak a hengert borító ónlemez barázdáin. A beszéd vagy ének visszaadása akként történik, hogy a hengert a kezdő állásba helyezik, a csillámlemeznek és tűnek ugyanazon helyzetet adják, amelyben beszéd közben volt, a rézfoglalatra tölcsérszerűleg táguló csövet erősítenek, s a hengert lehetőleg olyan sebesen forgatják, mint a beszéd alatt. A tű az előbb vájt mélyedésekbe kénytelen hatolni, s így a csillámlemezzel együtt éppen olyan mozgásokat kénytelen végezni, mint amilyenekre előbb a beszéd vagy ének bírta. Ha a készülék jól működik, a visszaadott beszédet nagy teremben sokan hallgathatják, anélkül, hogy a fonográfhoz közel állanának.